# 新荘副都心駅

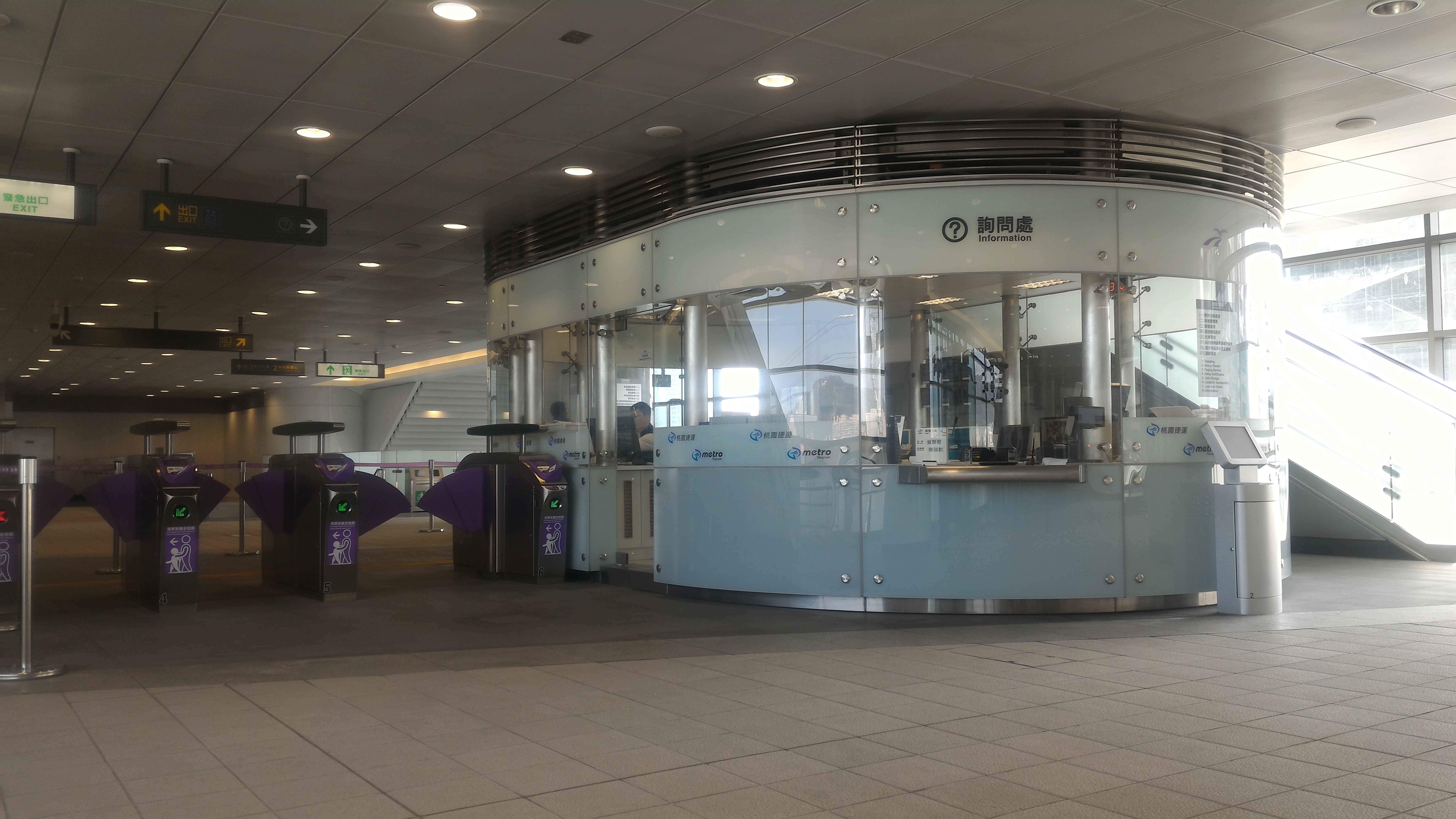
改札口

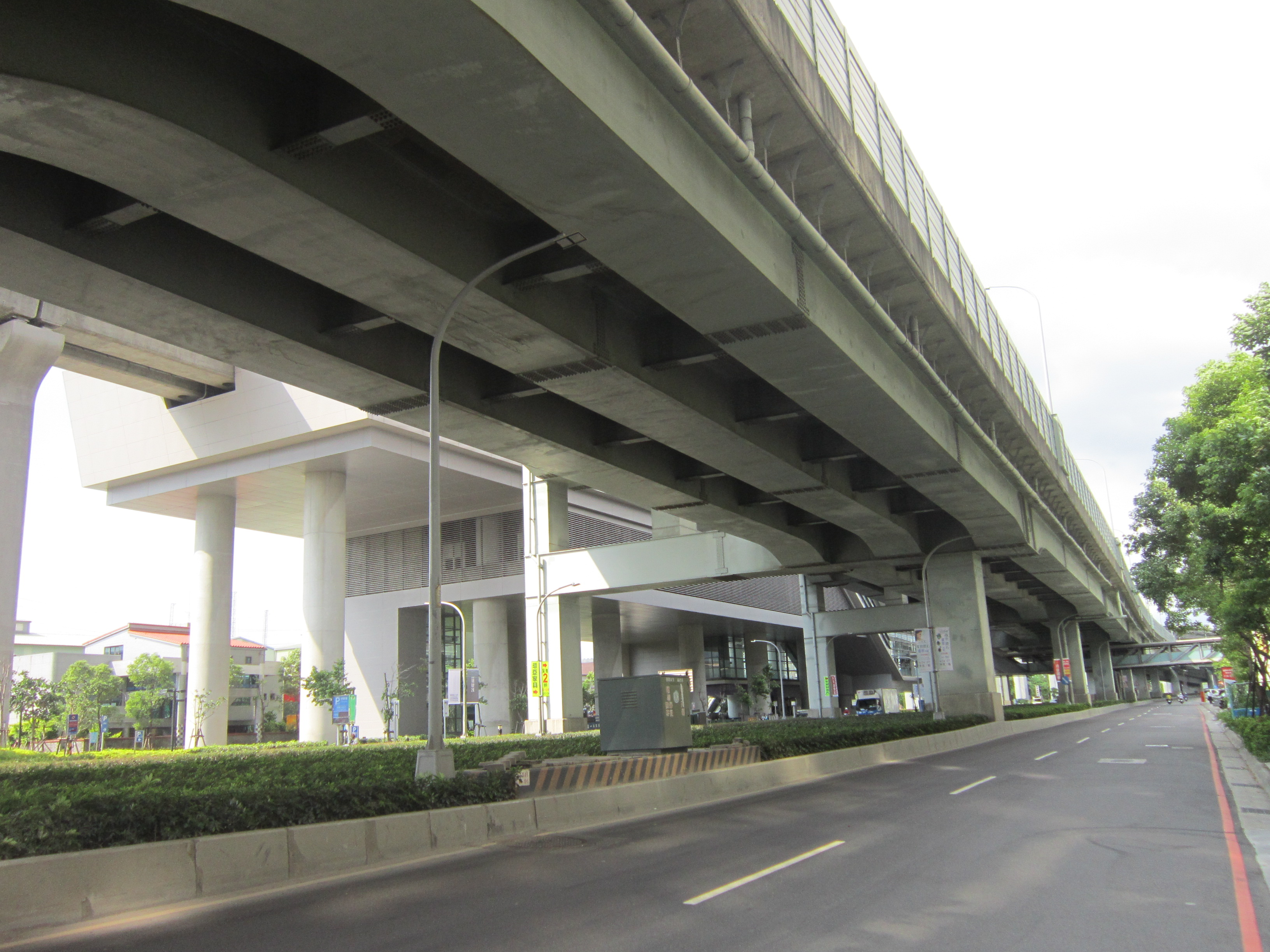
台1線新荘区間。上方は台1線高架区間、左側は捷運新荘副都心駅、平面道路は台1線地上区間の新北大道。

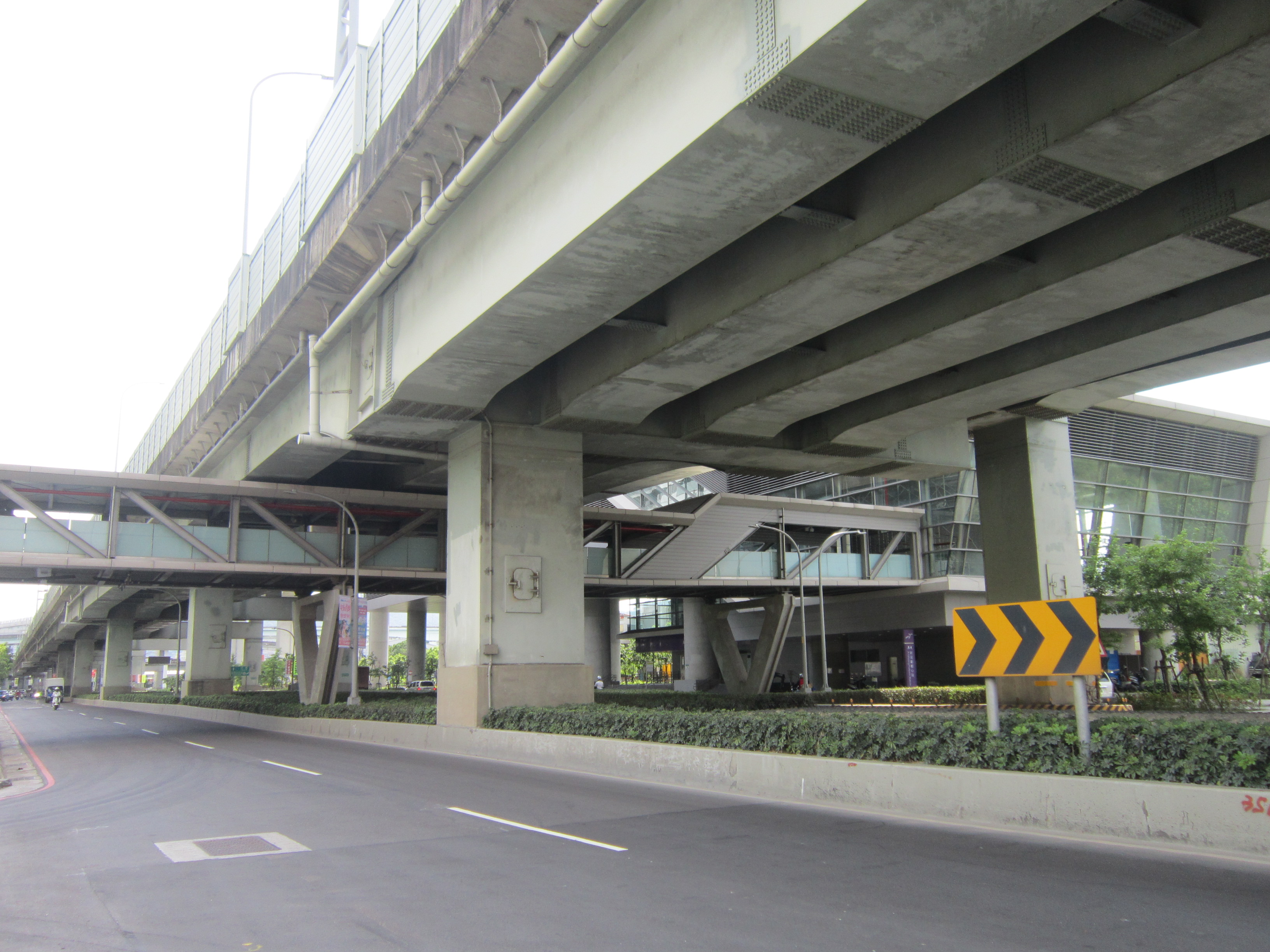
道路両側からのアクセスを確保するために設置された捷運新荘副都心駅から新北大道をアンダーパスする連絡通路。

新荘副都心駅（しんしょうふくとしんえき）は台湾新北市新荘区にある桃園機場捷運（桃園捷運機場線）の駅。駅番号は(A4)。普通車のみが停車する。台北捷運新荘線の新荘駅とは北に4km以上離れている。

## 利用可能な鉄道路線
- 桃園捷運
  - ■機場線（桃園機場捷運）

## 歴史
前身の中正機場捷運としての計画時は楓樹脚（英文:Fengshujiao）という駅名だった。BOTとして再始動時は駅設置計画がなかったが、陳情により復活。2008年11月に現駅名が決定した。
- 2017年
  - 2月2日 - 桃園機場捷運（桃園捷運機場線）暫定開業（当駅での入出場は扱わない）[1]。
  - 2月16日 - 当駅での整理券方式による無料体験試乗を開始（日中8-16時のみで、利用客数は1日の上限がある）[1]。
  - 3月2日 - 正式開業（4月1日までの1ヶ月は半額）[1]。

## 駅構造
ホームは地上5階にある。相対式ホーム2面2線の高架駅。ホームドア設置駅。出口は中山路を跨いで南北に2つ設置される。

### 駅階層
| 地上 五階                      |                                                                  |                                                                    |
| 相対式ホーム、右側のドアが開く |                                                                  |                                                                    |
| 1番線                          | ←■機場線 普通車 桃園機場(T1・T2)・高鉄桃園站・環北方面（泰山駅） |                                                                    |
| 2番線                          | →■機場線 普通車 新北産業園区・台北車站方面（新北産業園区駅）→    |                                                                    |
| 相対式ホーム、右側のドアが開く |                                                                  |                                                                    |
| 地上 二階                      | コンコース                                                       | 出入口、コンコース、自動券売機、自動改札機、エスカレーター、トイレ |

### 駅出口
- 出口1:
- 出口2:中信街、中信国小

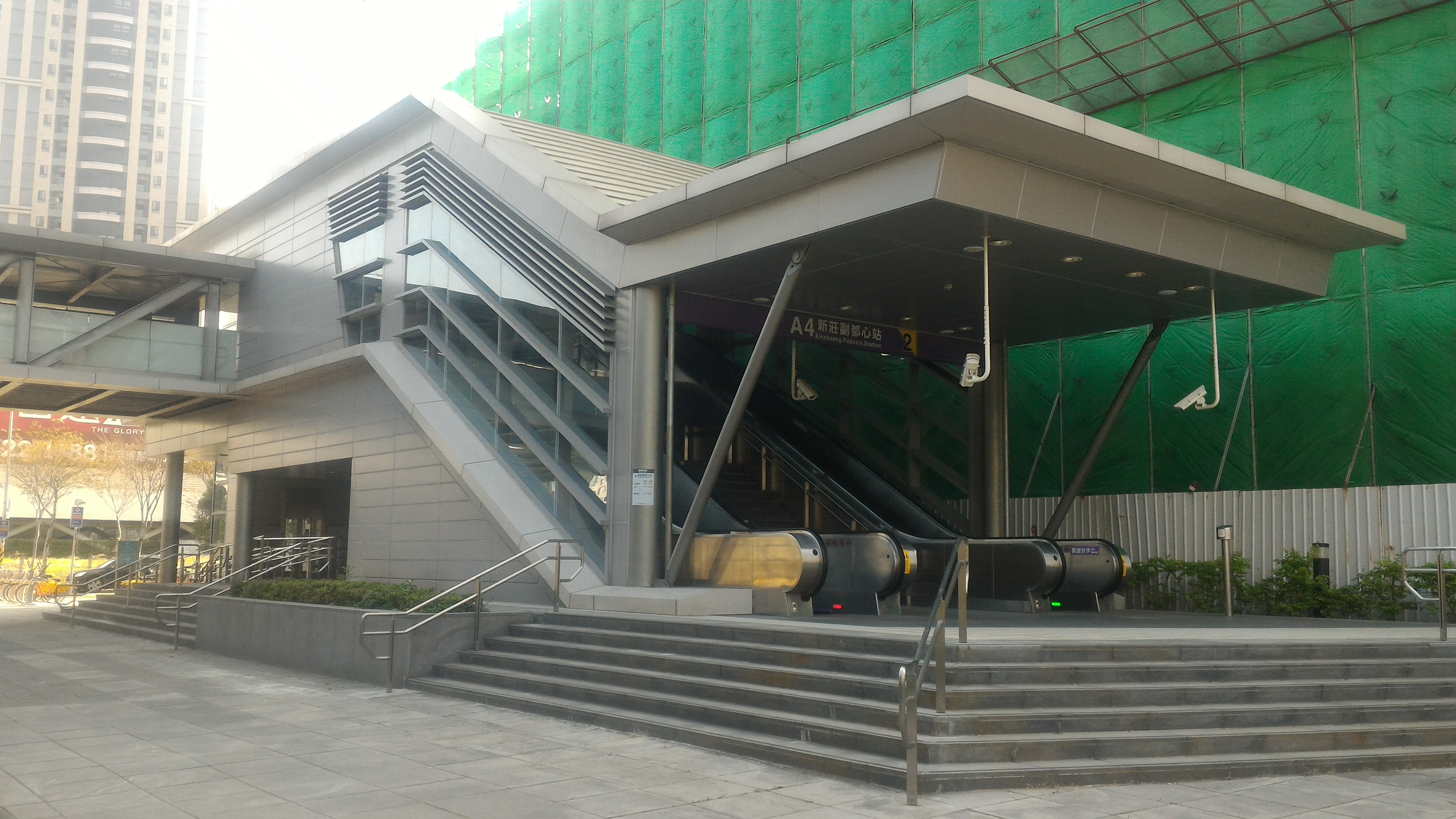
出口2
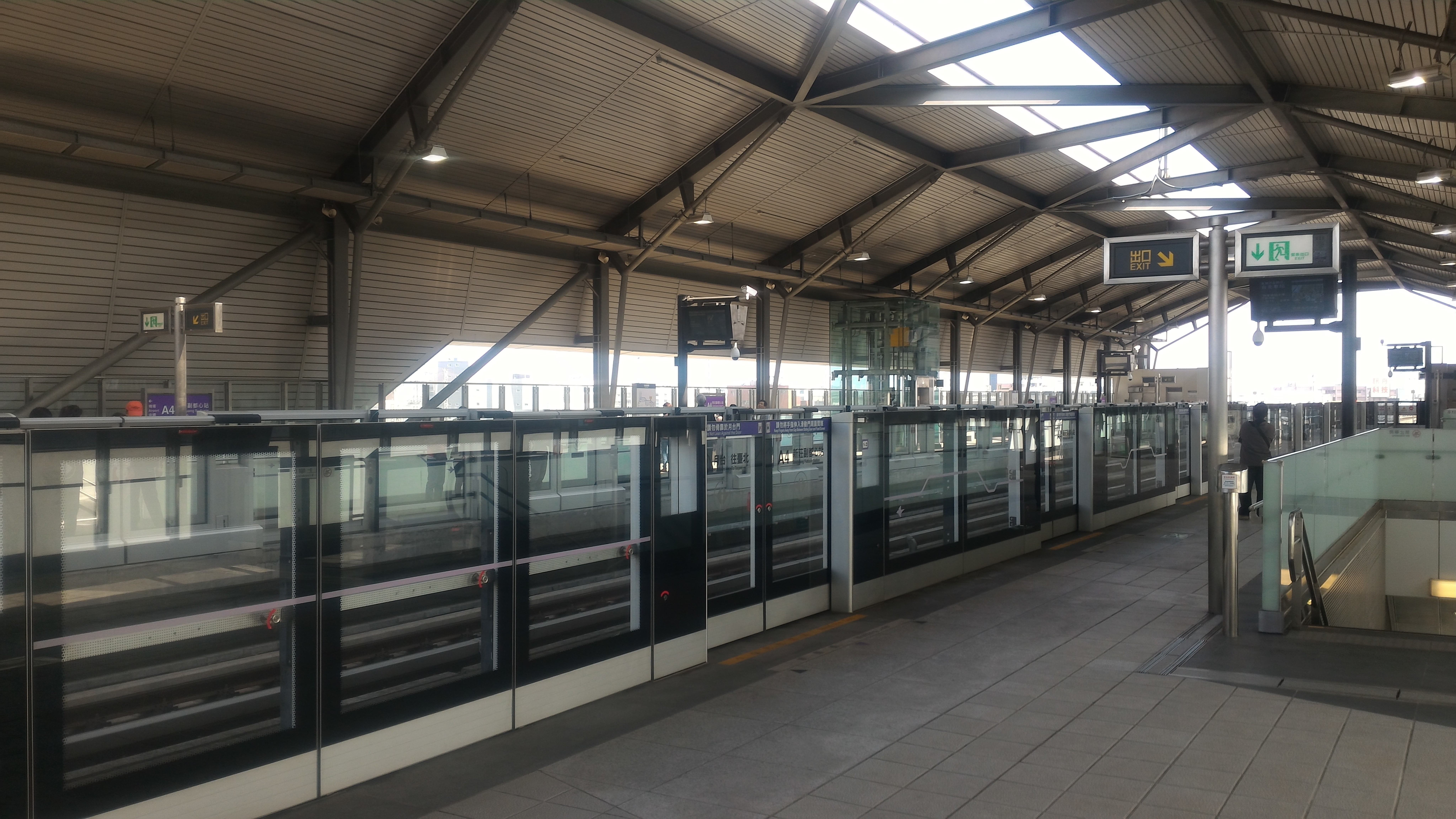
ホーム

## 利用状況
| 年   | 年間利用客数 | 年間利用客数 | 年間利用客数 | 年間利用客数 | 1日平均 | 1日平均 |
| 年   | 乗車         | 下車         | 乗降計       | 出典         | 乗車    | 乗降    |
| ---- | ------------ | ------------ | ------------ | ------------ | ------- | ------- |
| 2017 | 256,000      | 273,000      | 529,000      | [ 3 ]        | 839     | 1,734   |
| 2018 | 360,000      | 376,000      | 736,000      | ）           | 986     | 2,016   |
| 2019 | 485,000      | 504,000      | 989,000      | [ 5 ]        | 1,329   | 2,710   |
| 2020 | 720,000      | 727,000      | 1,447,000    | [ 6 ]        | 1,967   | 3,954   |
| 2021 | 551,000      | 561,000      | 1,112,000    | [ 7 ]        | 1,510   | 3,047   |

## 駅周辺

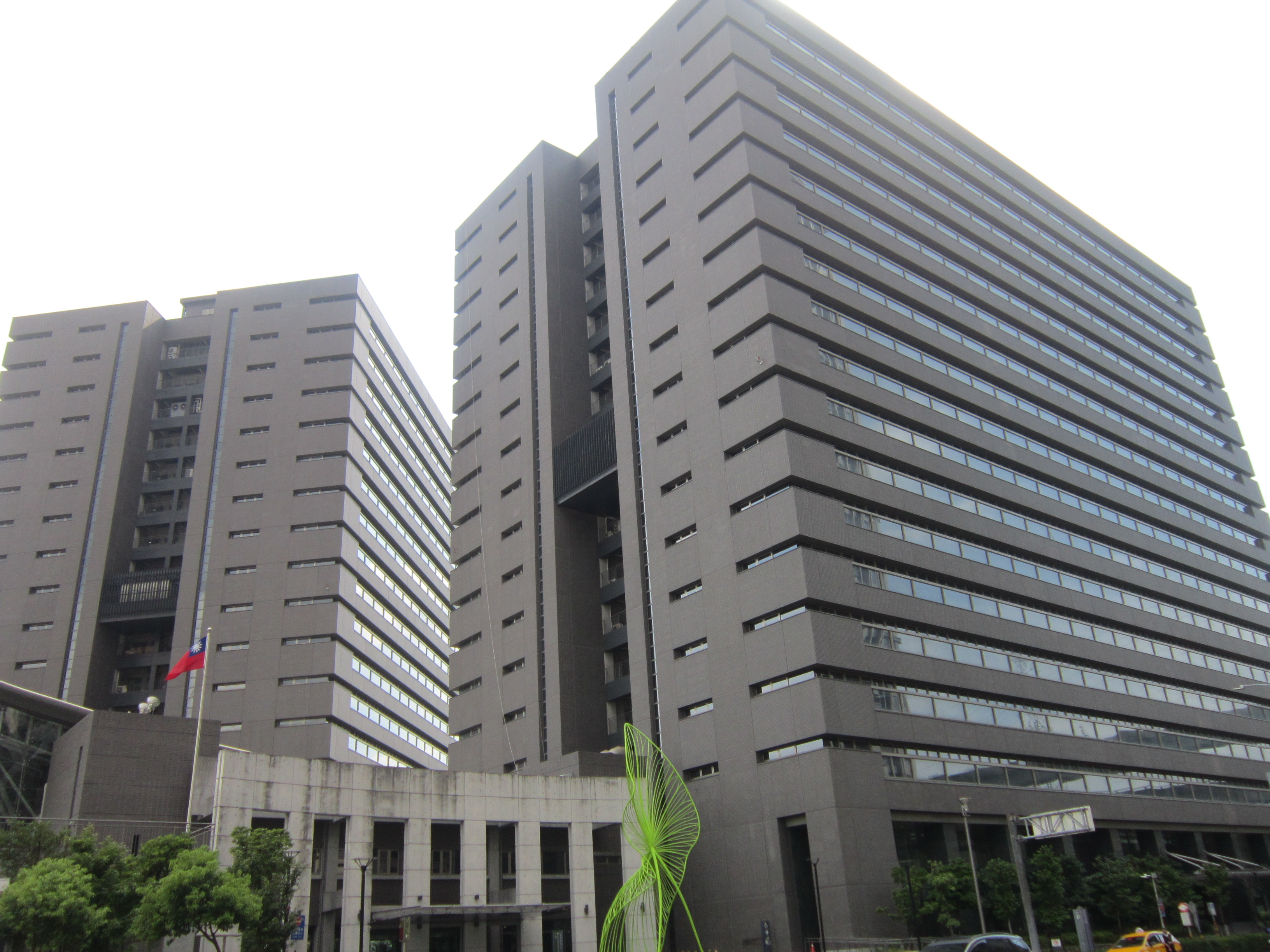
新荘副都心行政院聯合辨公大樓

- 新荘副都心（中国語版）
  - 行政院新荘連合弁公ビル（中国語版）
- 中平国中
- 中信国小
- 自然生態公園

- 新荘副都心行政院聯合辨公大樓

## バス
停留所名は《捷運新荘副都心站》、《捷運新荘副都心站（中央路）》
| 系統  | 管轄         | 事業者               | 区間                                      | 備考                                      |
| ----- | ------------ | -------------------- | ----------------------------------------- | ----------------------------------------- |
| 617   | 台北聯営公車 | 三重客運             | 新荘 - 内湖                               |                                           |
| 622   | 台北聯営公車 | 三重客運             | 泰山 - 捷運中山駅                         | 一部の便は 捷運新荘副都心站（中央路）発着 |
| 783   | 新北市区公車 | 三重客運             | 五股 - 台北北門                           |                                           |
| 786   | 新北市区公車 | 三重客運             | 公西 - 板橋                               |                                           |
| 786区 | 新北市区公車 | 三重客運             | 公西 - 捷運新荘駅                         |                                           |
| 798   | 新北市区公車 | 指南客運             | 五股 - 北門                               | 一部の便は捷運新荘副都心站発着            |
| 813区 | 新北市区公車 | 指南客運、光華巴士   | 中和 - 行政院新荘聯合弁公大樓             |                                           |
| 835   | 新北市区公車 | 三重客運             | 新北産業園区 - 捷運台大医院駅             | 一部の便は捷運新荘副都心站発着            |
| 859   | 新北市区公車 | 三重客運             | 泰山 - 樹林                               |                                           |
| 982   | 新北市区公車 | 首都客運、大都会客運 | 新北産業園区 - 捷運大坪林駅               |                                           |
| 982区 | 新北市区公車 | 首都客運、大都会客運 | 新荘 - 府中                               |                                           |
| F208  | 新北市区公車 | 三重客運             | 捷運新荘駅 - 行政院新荘聯合弁公大樓(栄華) | 新北市新巴士（無料）                      |

## 隣の駅
桃園捷運
機場線（桃園機場捷運）
■直達車
通過
■普通車
新北産業園区駅 (A3) - 新荘副都心駅 (A4) - 泰山駅 (A5)